# Miscanthus floridulus
Miscanthus floridulus là một loài thực vật có hoa trong họ Hòa thảo. Loài này được (Labill.) Warb. ex K.Schum. & Lauterb. mô tả khoa học đầu tiên năm 1900.

## Hình ảnh

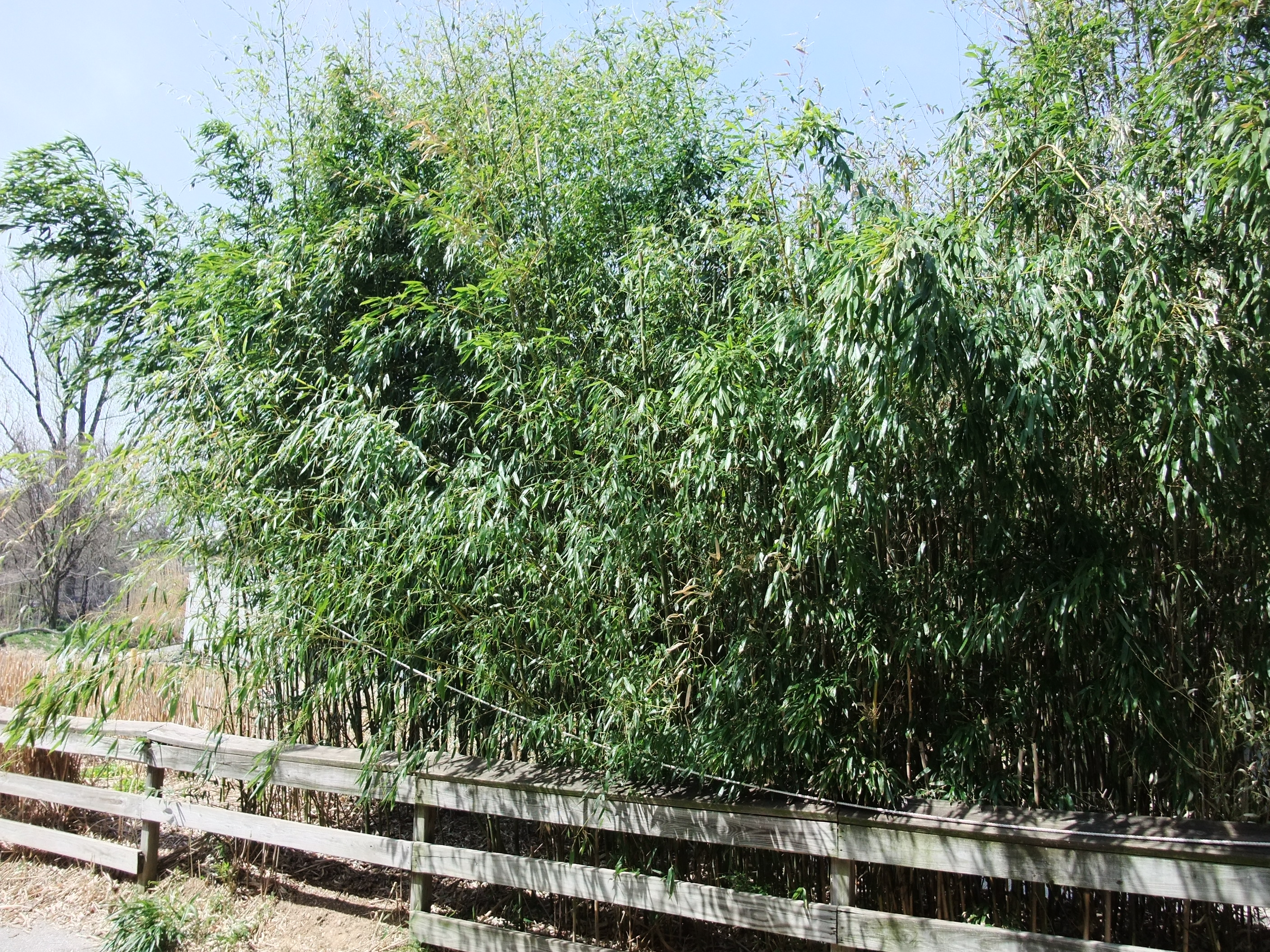
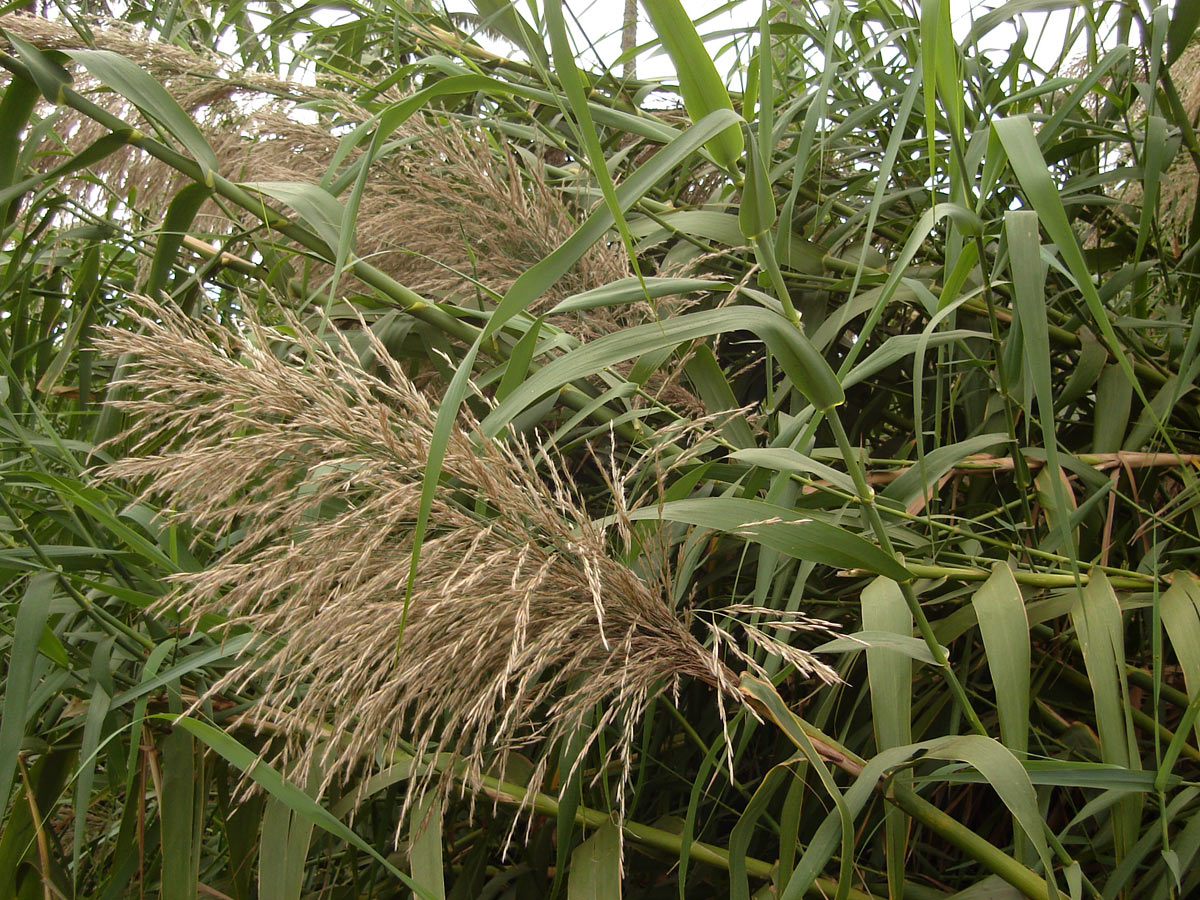